# Masanori Tokita
Masanori Tokita, född 24 juni 1925 i Kobe, Japan, död 5 mars 2004, var en japansk fotbollsspelare.